# Agnes Anderson
Agnes Teresia Anderson, född 24 januari 1891 i Munkhyttan, Lindesbergs församling, Örebro län, död 13 april 1980 i Sankt Matteus församling, Stockholm, var en svensk skulptör och bildkonstnär.
Anderson studerade för Edvin Ollers och Isaac Grünewald samt under resor till Frankrike medelhavsländerna och norra Afrika. Hon har som skulptör modellerat fram smärre robusta figurer ofta med barn som motiv, hennes bildkonst består av stilleben och landskap i en diskret färgsättning.